# Stygnomma gracilitibiae
Stygnomma gracilitibiae is een hooiwagen uit de familie Stygnommatidae.